# Leichtathletik-Weltmeisterschaften 2017/Teilnehmer (Andorra)
| Gelbes Symbol für Goldmedaillen mit stilisierten Olympischen Ringen | Graues Symbol für Silbermedaillen mit stilisierten Olympischen Ringen | Braundes Symbol für Bronzemedaillen mit stilisierten Olympischen Ringen |
| ------------------------------------------------------------------- | --------------------------------------------------------------------- | ----------------------------------------------------------------------- |
| —                                                                   | —                                                                     | —                                                                       |

Von Andorra wurde ein Athlet für die Leichtathletik-Weltmeisterschaften 2017 in London nominiert.

## Ergebnisse

### Männer

#### Laufdisziplinen
| Athlet   | Disziplin | Vorlauf     | Vorlauf | Halbfinale         | Halbfinale         | Finale             | Finale             |
| Athlet   | Disziplin | Zeit        | Platz   | Zeit               | Platz              | Zeit               | Platz              |
| -------- | --------- | ----------- | ------- | ------------------ | ------------------ | ------------------ | ------------------ |
| Pol Moya | 800 m     | 1:49,06 min | 37      | nicht qualifiziert | nicht qualifiziert | nicht qualifiziert | nicht qualifiziert |